# Jakub Kulhánek
Jakub Kulhánek (* 30. června 1984 Mělník) je český politik a úředník, od dubna do prosince 2021 ministr zahraničních věcí ve druhé vládě Andreje Babiše. Mezi únorem až listopadem 2014 působil jako náměstek ministra obrany ČR, v letech 2014 až 2016 byl náměstkem ministra zahraničních věcí ČR a od června 2018 do dubna 2021 náměstkem ministra vnitra ČR. Byl členem České strany sociálně demokratické, v roce 2023 přejmenované na SOCDEM. V únoru 2022 se stal velvyslancem ČR při OSN v New Yorku.

## Život
Vychodil ZŠ Chelčického v Praze na Žižkově.
Střední školu absolvoval na Gymnáziu Nad Štolou v Praze v roce 2004. V roce 2008 vystudoval bakalářský obor mezinárodní teritoriální studia na Institutu mezinárodních studií Fakulty sociálních věd Univerzity Karlovy v Praze. Studium zakončil obhajobou bakalářské práce na téma Podněstří. Získal také magisterský titul na Georgetownské univerzitě ve Washingtonu, D.C., hlavním městě USA, kde vystudoval ruská studia.
Mezi roky 2008 a 2011 byl analytikem nevládní neziskové organizace Asociace pro mezinárodní otázky (AMO), od června 2013 do března 2015 byl členem správní rady AMO. Působil také jako výzkumný asistent v Center for European Policy Analysis. Jako analytik se věnoval postsovětskému regionu, věnoval se například vztahu Ruska s NATO a EU nebo vztahům Moskvy k jednotlivým postsovětským státům.
Jakub Kulhánek žije ve městě Mělník. Je svobodný, s partnerkou má dceru.

## Politické působení
V letech 2013 až 2017 působil jako parlamentní poradce tehdejšího předsedy Poslanecké sněmovny PČR Jana Hamáčka, od února do listopadu 2014 byl náměstkem ministra obrany ČR Martina Stropnického. Byl rovněž poradcem předsedy vlády Bohuslava Sobotky.

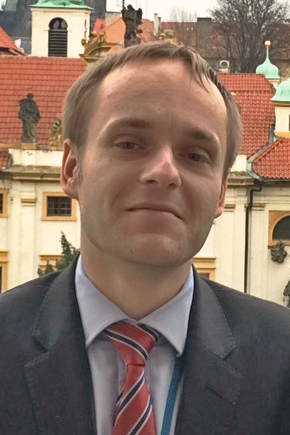
Jakub Kulhánek jako náměstek ministra zahraničí (prosinec 2014)

Od listopadu 2014 byl náměstkem ministra zahraničních věcí ČR Lubomíra Zaorálka, na starosti měl sekci bezpečnostní a multilaterální. Na ministerstvu skončil v květnu 2016. Neprošel totiž výběrovým řízením, ve kterém měl podle zákona o státní službě obhájit svoji pozici. V konkurzu propadl. Jeho odchod navíc provázely pochybnosti kolem zkoušky z ruštiny. Místo aby ji složil zadarmo v Černínském paláci, odletěl kvůli tomu do Kyjeva. O pravosti certifikátu se tak spekulovalo.
Po odchodu z Ministerstva zahraničních věcí ČR působil jako externí konzultant v čínské společnosti CEFC Europe, dle vlastních slov se mimo jiné věnoval analýze investičních projektů a regulačnímu prostředí v EU. Má bezpečnostní prověrku na stupeň „přísně tajné“. V červnu 2018 se stal politickým náměstkem ministra vnitra ČR Jana Hamáčka.

### Kandidatura do Evropského parlamentu 2019
Ve volbách do Evropského parlamentu v roce 2019 kandidoval jako člen České strany sociálně demokratické na 9. místě její kandidátky. Obdržel 595 preferenčních hlasů, celá kandidátka však získala jen 3,95 % hlasů a europoslancem se tak nestal. V krajských volbách v roce 2020 pak kandidoval jako člen ČSSD do Zastupitelstva Středočeského kraje na 36. místě kandidátky, přičemž získal 136 preferenčních hlasů. Kandidátka jako celek získala 4,52 % hlasů a zastupitelem se tak nestal.

### Ministr zahraničních věcí ČR
Po odvolání ministra zahraničních věcí ČR Tomáše Petříčka v dubnu 2021 a nepřijetí nominace na tuto funkci ze strany Lubomíra Zaorálka jej ČSSD navrhla na pozici ministra zahraničních věcí ČR ve druhé vládě Andreje Babiše. Dne 15. dubna 2021 se setkal na zámku v Lánech s prezidentem ČR Milošem Zemanem, který jej na Pražském hradě jmenoval ministrem 21. dubna 2021.
Dne 14. května 2021 v reakci na izraelsko-palestinské střety se rozhodl na znamení solidarity s Izraelem vyvěsit na budově Černínského paláce izraelskou vlajku a prohlásil, že „Stát Izrael v těchto dnech čelí naprosto nehoráznému a barbarskému útoku.“

### Velvyslanec
Dne 15. února 2022 se stal velvyslancem ČR při OSN v New Yorku, když předal pověřovací listiny generálnímu tajemníkovi OSN António Guterresovi. Do této funkce se přitom Kulhánek navrhl sám, když byl ještě ministrem zahraničních věcí ČR ve druhé vládě Andreje Babiše.
V roce 2023 vystoupil ze SOCDEM, protože se neztotožnil s kurzem vedení strany reprezentovaného Michalem Šmardou.